# Lathon
Lathon (grec antic: Λαθων) fou un riu al districte d'Hespèrides a Cirenaica, que naixia a Herculis Arenae i desaiguava una mica al nord d'Hespèrides (Berenice).